# Artaud Ier de Pallars Sobirà
 (octobre 2013).
Si vous disposez d'ouvrages ou d'articles de référence ou si vous connaissez des sites web de qualité traitant du thème abordé ici, merci de compléter l'article en donnant les références utiles à sa vérifiabilité et en les liant à la section « Notes et références ».
Artaud Ier de Pallars Sobirà, né vers 1010 et mort vers 1081, est comte de Pallars Sobirà de 1049 à sa mort. Il succède à son frère aîné Bernard Ier, comte de Pallars.

## Biographie
Artaud est le deuxième fils du premier comte de Pallars Sobirà, Guillaume Ier, et de son épouse Stéphanie d'Urgell,. Fils cadet, il ne devient comte de Pallars Sobirà qu'en 1049, après la mort de son frère aîné, Bernard Ier, sans enfant.
Durant toute sa vie, il est en lutte contre son cousin germain le comte de Pallars Jussà, Raymond IV, ainsi que de son petit-cousin, le comte d'Urgell Armengol IV. Il se trouve également en butte aux remontrances de l'évêque d'Urgell, raison pour laquelle il est en état d'excommunication lorsqu'il meurt en 1081. Son fils aîné Artaud II lui succède.

## Mariages et descendance

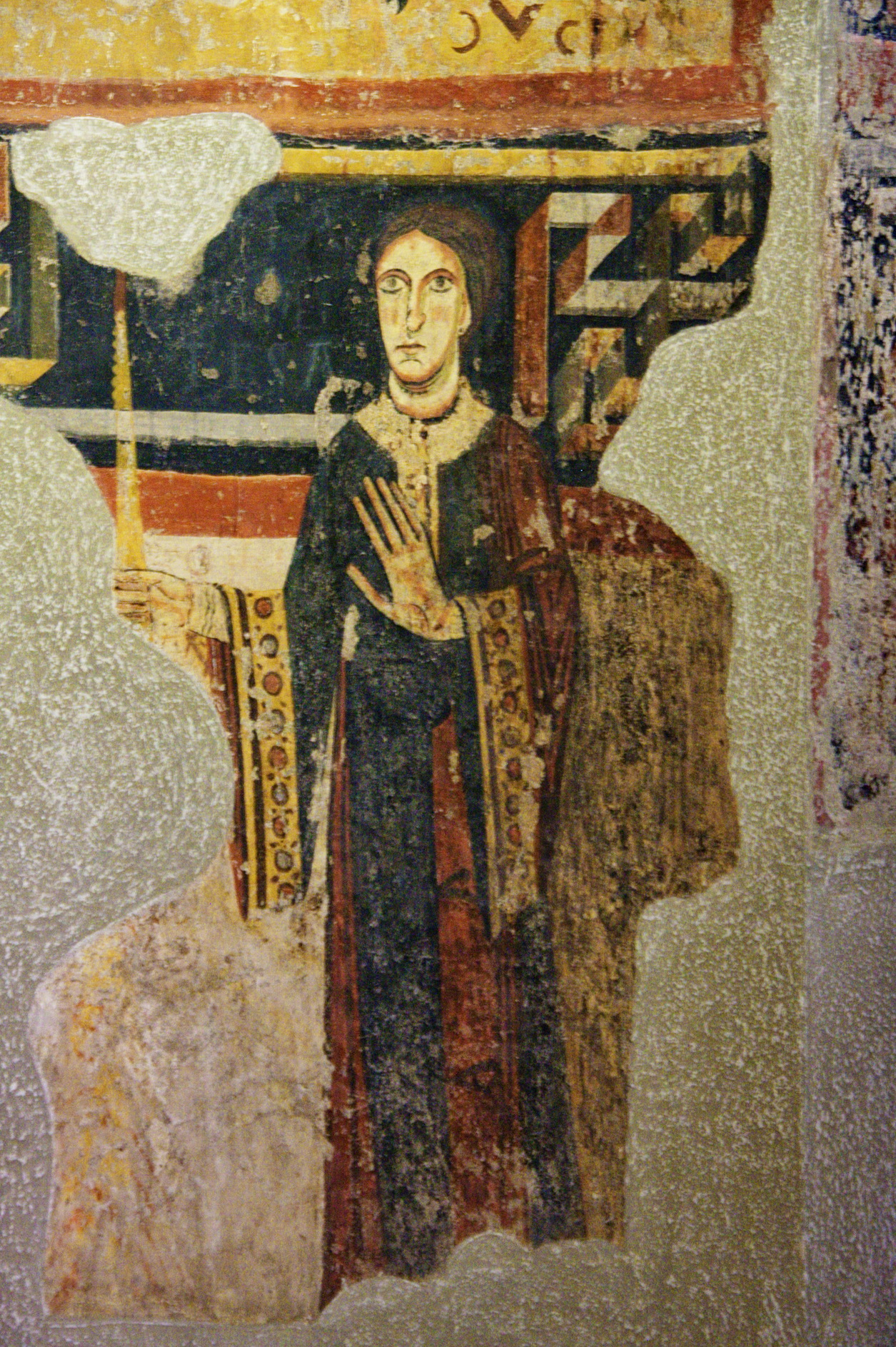
Lucie de la Marche, seconde épouse d'Artaud Ier. Fresque du monastère Saint-Pierre de Burgal attribuée au Maître de Pedret, conservée au MNAC.

Artaud Ier épouse en 1050 une certaine Constance. De cette union sont issus trois fils :
- Artaud II (mort en 1124), comte de Pallars Sobirà ;
- saint Odon (mort en 1122), évêque d'Urgell ;
- Guillaume.

Il épouse vers 1057 en secondes noces Lucie de la Marche, fille du comte de la Marche Bernard Ier et sœur d'Almodis, épouse du comte de Barcelone Raimond-Bérenger Ier. De cette union est issue une fille :
- Marie.